# 2099 (canción)
«2099» es una canción interpretada por la cantante y compositora británica Charli XCX, con la colaboración del cantante Troye Sivan. Se lanzó como el cuarto sencillo del álbum de estudio Charli el 10 de septiembre de 2019. La pista fue escrita por Charli, Alexander Guy Cook, Troye Sivan y Nicholas Petitfrère.

## Información de la canción
La canción se convirtió en la segunda colaboración entre los dos artistas después de que la pareja haya colaborado en el año 2018 en la canción «1999», primer sencillo del mismo álbum. Fue descrito como una secuela de la canción anteriormente mencionada. En una entrevista con Papermag , Charli comparó la canción con un viaje al espacio.
Se lanzó el 10 de septiembre de 2019 como el cuarto sencillo del tercer álbum de estudio Charli (2019). Fue escrita por Charli, Alexander Guy Cook, Troye Sivan y Nicholas Petitfrère, mientras que la producción fue llevada a cabo por A. G. Cook y Nömak.

## Crítica y recepción
Emily Zemler de Rolling Stone, describió la canción como una «canción futurista y pesada de sintetizadores». James Rettig en Stereogum prefirió la grabación de estudio a la versión en vivo, afirmando que "su grabación adecuada suena aún mejor, una flexión futurista que mira hacia adelante en lugar de hacia atrás". Escribiendo para Vulture , Craig Jenkins destacó la actuación de Sivan en la canción, diciendo cómo "se dobla en la sabiduría fantasmal natural de su voz" y señalando que "casi puedes imaginar" 2099 "como un artefacto descubierto en un lejano futuro".

## Video musical
El video musical de «1999» se lanzó el 17 de septiembre de 2019. Fue dirigido por Bradley & Pablo. Presenta a los cantantes montando motos de agua y haciendo varias vueltas. Alex Robert Ross de The Fader comparó las imágenes con personajes como James Bond. Trey Alston de MTV asumió que el video se realizaría en el futuro y señaló que ambos cantantes visiblemente "se divierten mucho". Charli describió el video como "el mejor video de la historia".

## Presentaciones en vivo
El 7 de junio de 2019, Charli XCX y Sivan interpretaron «2099» por primera vez en el festival de música "Go West Fest", en Los Ángeles, Estados Unidos.

## Historial de lanzamiento
| Región | Fecha                    | Formato                     | Versión  | Discográfica | Ref    |
| ------ | ------------------------ | --------------------------- | -------- | ------------ | ------ |
| Varios | 10 de septiembre de 2019 | Descarga digital, Streaming | Original | Asylum       | [ 22 ] |